# СКР-57
СКР-57 — сторожевой корабль проекта 50 Черноморского флота ВМФ СССР. Бортовые номера — 802, 835, 886.

## Служба
Сторожевой корабль "СКР-57"  проекта 50 был зачислен в списки кораблей ВМФ  6.10.1954 года и 23.12.1954 года был заложен на стапеле судостроительного завода № 445 им. 61 коммунара в Николаеве (заводской номер №1135). Спущен на воду 21.07.1955 года. Вступил в строй 28.02.1956 года. 16.03.1956 года был включен в состав Черноморского флота.
19 августа 1959 года был выведен из боевого состава, законсервирован и поставлен на отстой в Севастополе. 26 августа 1961 года был расконсервирован и вновь введен в строй.
1 января - 31 декабря 1968 года, находясь при несении боевой службы в зоне военных действий на Средиземном море, выполнял боевую задачу по оказанию помощи вооруженным силам Египта.
В 1970-х годах в составе 184-й бригады ОВР, базировавшимся в Потийской военно-морской базы. В составе 181-го дивизиона кораблей ПЛО. На 1977 год имел бортовой номер 886.
С 10 июля 1980 по 20 марта 1981 года на СРЗ “Флотский арсенал” в Варне (Болгария) прошел средний ремонт.
4 мая 1989 года был исключен из состава ВМФ, 12 июля 1989 года был передан Клубу юных моряков города Киева для использования в учебных целях. 1 октября 1989 года был расформирован.

## Примечание
1. ↑  На флоте серии неофициально называлась «полтинники» или «зверьки». Поскольку серия была большой названия вскоре перешли на птиц, а часть кораблей остались номерными.
2. 1 2 3 4 5  Сторожевой корабль "СКР-57". Черноморский флот - информационный ресурс (2024). Дата обращения: 21 ноября 2024. Архивировано 13 ноября 2024 года.